# Anillochlamys subtruncata
Anillochlamys subtruncata es una especie de escarabajo del género Anillochlamys, familia Leiodidae. Fue descrita por René Gabriel Jeannel en 1930.

## Distribución
Se encuentra en España.